# جزيرة سويحل
جزيرة سويحل هي إحدى الجزر الواقعة في البحر الأحمر، وتتبع منطقة تبوك شمال غرب السعودية. تبلغ مساحة الجزيرة نحو 8,7 كم2 وتبعد عن الساحل بحوالي 1,70 ميل بحري.